# آنتونی لاسینای
آنتونی دنیل لاسینای (سوئدی: Antoni Daniell Lacinai; زادهٔ ۲۱ ژوئن ۱۹۶۸ در گوتنبرگ) نویسنده، مدرس، و مربی سوئدی است.
او درباره  موضوعاتی مانند ارتباطات، چندین کتاب منتشر کرده‌است.
او در سالهای ۲۰۱۹ و ۲۰۲۰، در لیست ۱۰۰ استاد محبوب سوئدی قرار گرفت.

## برخی از آثار
- ۲۰۲۰ – Grannjävlar
- ۲۰۲۰ – Employee engagemen
- ۲۰۲۰ – Missförstå mig fel
- ۲۰۱۹ – talares tankar om möten12
- ۲۰۱۸ – Effektiva möten
- ۲۰۱۷ – Så får du bättre möten på mässan
- ۲۰۱۶ – Konsten att läsa kroppsspråk